# Falciani
Falciani è una frazione del comune italiano di Impruneta, nella città metropolitana di Firenze, in Toscana.
Il borgo è situato poco più di 6 km a sud-ovest del capoluogo comunale, all'altezza dell'intersezione della strada regionale 2 Via Cassia (SR 2) con la via Chiantigiana per Ferrone. La frazione è l'ultima propaggine a settentrione della regione storica del Chianti.

## Monumenti e luoghi d'interesse
Falciani è nota soprattutto per ospitare il Florence American Cemetery and Memorial, conosciuto come "Cimitero americano dei Falciani", che sorge su un'area ceduta gratuitamente dal governo italiano agli Stati Uniti d'America per la sepoltura delle spoglie dei soldati americani caduti durante la campagna di liberazione d'Italia nel 1945. Ampio e tenuto con cura, vi sono tumulate 4.402 salme mentre su una lapide di granito sono incisi i 1.409 nomi con relativi gradi, unità d'appartenenza e Stato d'origine dei dispersi.

## Economia
Il centro abitato è di tipo essenzialmente residenziale e ha visto uno sviluppo edilizio molto sostenuto nel XXI secolo. La principale attività economica della zona si basa sul turismo alberghiero e ristorativo, affiancato almeno in parte da industria e artigianato, soprattutto per l'escavazione e le lavorazioni connesse alla produzione del tipico e pregiato cotto imprunetino. Seguono il settore edilizio (restauri), quello dei servizi (grafica), del commercio e, in misura minore ma peculiare, quello agricolo contraddistinto dalla produzione di olio e vino (l'area è quella del Chianti Classico o Chianti Gallo).

### Turismo termale
Sono presenti strutture ricettive legate soprattutto al turismo termale. Falciani infatti ospita le cosiddette "Terme di Firenze", le cui quattro sorgenti scaturiscono all'interno di un parco inserito nell'ambito di una casa di cura privata:
- Fonte Antica (Acqua Cassia), sgorga a circa 15 °C,
- Fonte Celeste, sgorga a circa 12 °C,
- Pozzo N° 1, sgorga a circa 12-13 °C,
- Pozzo N° 2, sgorga a circa 12-13 °C.

Sono quindi tutte sorgenti fredde di acque oligominerali, di tipo salsobromoiodico leggermente sulfuree. Vi è inoltre una piscina termale olimpionica, alimentata dalle medesime sorgenti che danno all'acqua il caratteristico odore.
La presenza di capitelli romani e di reperti in terracotta ne testimoniano l'utilizzo in epoca antica in una zona attraversata per altro dalla via Cassia, la strada consolare romana che congiungeva Roma a Florentia. Le prime due fonti, le più antiche, dopo un temporaneo abbandono in pieno Medioevo, furono riscoperte già nei primi decenni del Trecento riprendendo ad essere apprezzate dalla tradizione popolare per le loro proprietà terapeutiche, in parte poi riconfermate dalle indagini scientifiche novecentesche. L'interesse e lo sfruttamento economico delle terme si concretizzò nel 1953 con la costruzione di uno stabilimento termale (poi ristrutturato nel 1990) e con la creazione, nel 1960, della "Società per Azioni di Firenze Sorgenti Acqua Cassia".

## Infrastrutture e trasporti
Dal 5 agosto 1890 fino al 31 luglio 1935 Falciani è stata collegata direttamente con Firenze tramite la ben nota linea tranviaria a vapore del Chianti che, proprio alla stazione del Ponte dei Falciani, dotata anche di un deposito per i materiali rotabili, si biforcava proseguendo a est fino a Greve in Chianti e, a ovest, diramandosi verso San Casciano in Val di Pesa su un percorso con notevoli dislivelli.
Smantellata nel 1940, dell'antica tranvia rimane testimonianza nell'edificio della vecchia stazione che ospita, oggi come allora, una trattoria.